# Топонимия Уругвая

Административное деление Уругвая

Топонимия Уругвая — совокупность географических названий, включающая наименования природных и культурных объектов на территории Уругвая. Структура и состав топонимии обусловлены такими факторами, как состав населения, история освоения и географическое положение.

## Название страны
Страна получила своё название от гидронима одноимённой реки Уругвай. Этимология гидронима точно не установлена. По оценке В. А. Никонова, возможно происхождение от распространенного в Южной Америке форманта гуай — «источник, река», более поздние этимологии выводят название из индейских языков: гвай — «хвост», уру- разновидность птиц.
В колониальное время территория современного государства входила в состав испанского вице-королевства Рио-де-ла-Плата в качестве провинции (с 1813 года — Восточная провинция); название по расположению на восточном берегу реки Уругвай. В 1828 году провозглашена независимость Восточной провинции, а в 1830 году было принято название «Восточная Республика Уругвай». Принятое в русском языке официальное название страны — Восто́чная Респу́блика Уругва́й (в значении Республика Восточного побережья реки Уругвай; исп. República Oriental del Uruguay [reˈpuβlika oɾjenˈtal del uɾuˈɣwai]).

## Формирование и состав топонимии
Согласно оценке В. А. Жучкевича, в Уругвае, как и в Латинской Америке в целом, мы повсеместно встречаем два пласта наименований — коренные и европейские, последние составляют около половины топонимов. При этом европейская (главным образом испаноязычная) топонимия сравнительно молода, вследствие чего бо́льшая часть названий легко раскрывается и воспринимается.

## Топонимическая политика
Уругвай не имеет специального общенационального органа, ведающего топонимической политикой.